# 画像安定装置
画像安定装置（がぞうあんていそうち）とは、「画像」を「安定」させる装置である。

## 概要
画像安定装置はタイムベースコレクター（Time-Based Corrector）と呼ばれる機能を中心としている。これは自ら同期信号を生成し、その信号に映像信号を同期させることによって同期の乱れた映像ソースを安定化させるものである。